# Erebia emialbina
Erebia emialbina är en fjärilsart som beskrevs av Ruggero Verity 1913. Erebia emialbina ingår i släktet Erebia och familjen praktfjärilar. Inga underarter finns listade i Catalogue of Life.